# Prepops rubellicollis
Prepops rubellicollis är en insektsart som först beskrevs av Knight 1923.  Prepops rubellicollis ingår i släktet Prepops och familjen ängsskinnbaggar.

## Underarter
Arten delas in i följande underarter:
- P. r. rubellicollis
- P. r. confluens
- P. r. vittiscutis